# 익스피디아
익스피디아닷컴(Expedia.com)은 익스피디아 그룹이 운영하는 여행 웹사이트이다.
본사는 미국 워싱턴주 벨뷰에 위치해 있다. 이 기업은 2019년 워싱턴 시애틀로 이사할 예정이다.

## 역사
Expedia.com은 1996년 10월 22일 마이크로소프트의 한 부서로서 시작되었다.

## 같이 보기
- 호텔스닷컴
- 호텔스컴바인
- 익스피디아 그룹